# Roncola (Italia)
Roncola [ˈroŋkola] (anche: Roncola San Bernardo [ˈroŋkola sambeɾˈnardo], per distinguerlo da Roncola, frazione di Treviolo; Róncola [ˈɾoŋkola] in dialetto bergamasco) è un comune italiano di 910 abitanti della provincia di Bergamo in Lombardia.
Situata sul versante destro della valle Imagna ed adagiata sul colle dell'Albenza, dista circa 25 chilometri a nord-ovest dal capoluogo orobico.

## Geografia fisica
Il centro abitato principale di Roncola è adagiato su una dorsale a circa 854 metri sul livello del mare, presso il quale scorre il periplo valdimagnino. Le restanti contrade, tra le quali Roncola Alta, San Defendente e Cà Maltroti, occupano il versante nord di questa dorsale, circa a quote comprese fra i 600 gli oltre 1000 metri.
Gran parte del territorio comunale è occupato da boschi o da scoscesi pascoli di montagna. Si possono trovare piccoli ghiaioni o pareti rocciose in prossimità della vetta del Monte Linzone (1392 metri), la principale montagna delle vicinanze e punto più alto del comune di Roncola.
Sempre dal versante nord sgorgano numerosi torrenti, dei quali si citano per importanza il Val Pissarola, il Val Faleci ed il Val Mazzucchetta, tutti affluenti di destra dell'Imagna.

Come visto precedentemente il monte Linzone rappresenta la principale cima del territorio. Un'altra cima poco prominente, situata a breve distanza dalla sede comunale, è denominata "Il Botto" e si eleva per 895 metri: la sua sommità è facilmente riconoscibile per la presenza di ripetitori.

## Origini del nome
Il toponimo potrebbe risalire all'epoca, vista la sua derivazione dalla parola latina Roncus (significante "poggio"), poi traslato in runcula, che indicherebbe appunto un agglomerato urbano posto in prossimità di un poggio.

## Storia
La storia del paese è ancora avvolta da un velo di incertezza che non permette di datare i primi insediamenti stabili. Si pensa tuttavia che i primi abitanti presenti sul territorio siano stati i Romani, vista la loro presenza in tutto il resto della valle Imagna e della valle Brembana.
L'unico reperto di origine tardo-romana potrebbe essere un'acquasantiera, conservata nella chiesa di San Defendente, tuttavia di difficile collocazione temporale.
È comunque in epoca medievale che il paese comincia ad assumere una fisionomia ben precisa, con le numerose contrade unite in un'unica entità amministrativa. Fu comunque un periodo molto travagliato, visto che nella zona imperversarono scontri cruenti, molto più che nelle altre zone della provincia bergamasca, tra guelfi e ghibellini.
Questo per il fatto che la valle Imagna, prevalentemente guelfa, era in netta contrapposizione con l'attigua valle Brembilla, schierata con i ghibellini. In tutta la zona sorsero numerose fortificazioni e Roncola, situata in una posizione dominante e strategica, si dotò di alcune costruzioni a scopo difensivo, delle quali restano tracce in località Ca' Baetti.
Tuttavia le cronache non raccontano di particolari scontri avvenuti in territorio della Roncola, che probabilmente ebbe un ruolo secondario nelle suddette vicende belliche. Si sa che la famiglia più in vista era quella dei Rota, come si evince dal ritrovamento di stemmi del casato in alcune costruzioni site nella contrada Mezzola.
I secoli successivi videro pochi fatti di rilievo coinvolgere la piccola comunità che, forte del proprio isolamento, seguì le vicende del resto della provincia senza parteciparvi in modo diretto.
Un unico sussulto si ebbe nel 1848 quando Federico Alborghetti promosse la guerriglia di Palazzago contro i dominatori austriaci, i cui combattimenti si spinsero sulle pendici dell'Albenza fino ad arrivare alla Roncola, senza coinvolgerne la popolazione. E fu nei paraggi del paese che il patriota si rifugiò al termine del moto rivoluzionario, per poi riparare in Svizzera.
L'economia del paese è sempre stata caratterizzata da una forte impronta rurale, basata su elementi quali l'agricoltura e l'allevamento, sostituiti a partire dal XX secolo dall'industria del turismo. Questa nuova vocazione del paese non ha portato stravolgimenti urbanistici, e si è sviluppata sempre nel rispetto dell'ambiente e della tradizione rurale.
In questo contesto si possono compiere un gran numero di escursioni adatte ad ogni tipo di esigenza: sia semplici passeggiate che percorsi impegnativi, fino alla possibilità di utilizzare proficuamente la mountain bike.
Meritano infine menzione i resti delle fortificazioni medievali, situate in località Ca' Baetti.

### Simboli
Lo stemma e il gonfalone sono stati concessi con decreto del presidente della Repubblica del 20 febbraio 1996.
Gli smalti del campo rosso e oro alludono allo stemma del capoluogo Bergamo; la roncola è un'arma parlante con riferimento al toponimo; il monte all'italiana ricorda l'altimetria del paese, posto sulle pendici del colle Albenza; il faggio è l'albero più rappresentativo della Valle Imagna.
Il gonfalone è un drappo partito di rosso e di azzurro.

## Monumenti e luoghi d'interesse

### Architetture religiose
Di grande importanza è la chiesa parrocchiale di San Bernardo, risalente al XV secolo. Riedificata nel 1811 con una struttura ad una sola navata, presenta dipinti di notevole pregio, tra cui spicca la Vergine in gloria attribuito a Girolamo Forabosco o a Gian Paolo Cavagna e il prezioso polittico di Giovan Battista Moroni raffigurante la Madonna con il Bambin Gesù.

La Parrocchiale di San Bernardo

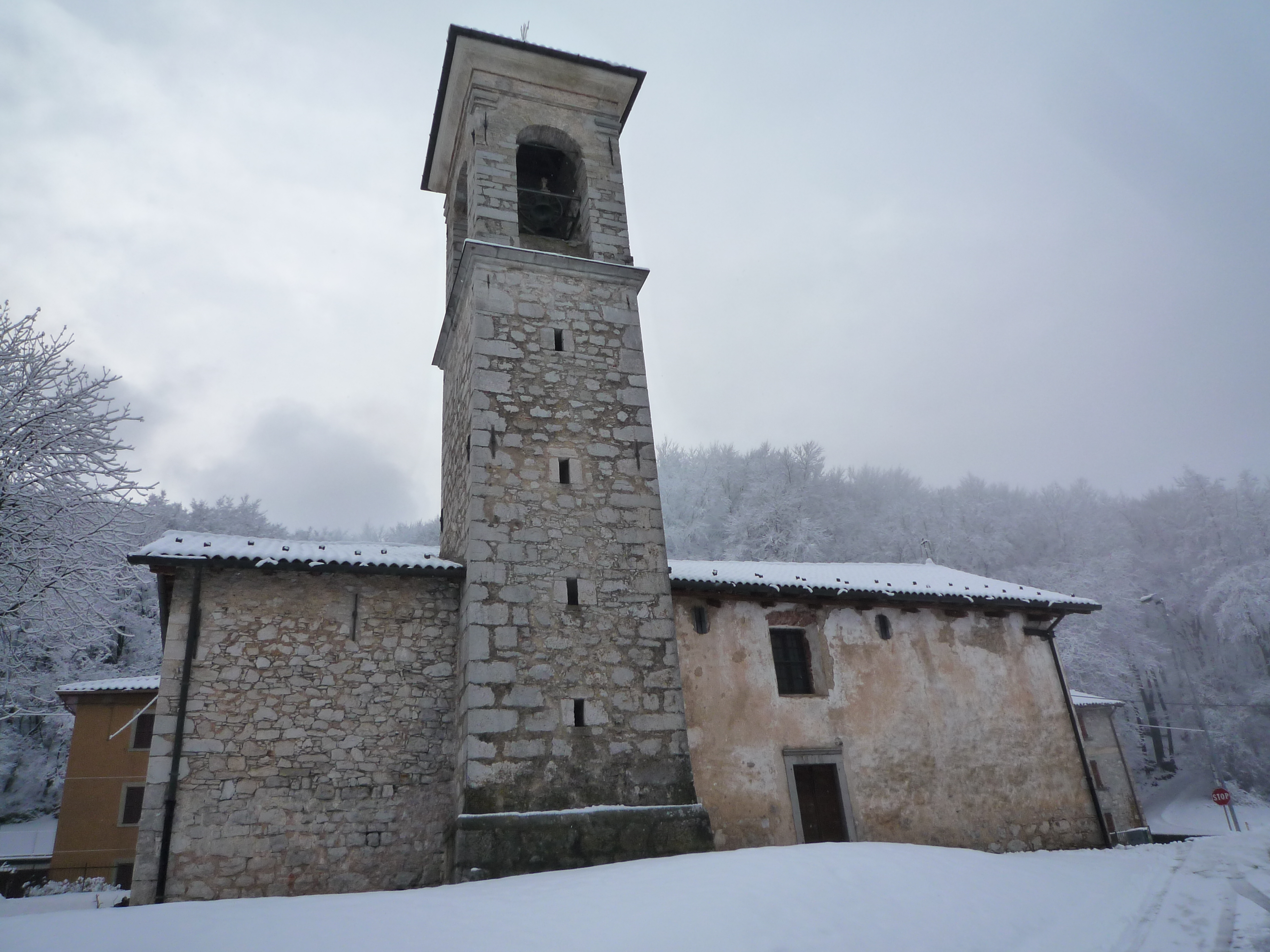
Chiesa di San Defendente in Roncola

Sulla torre campanaria è ospitato un concerto di cinque campane in re maggiore datato 1857, a opera della fonderia Giorgio Pruneri di Grosio (SO). Purtroppo la requisizione bellica della seconda guerra mondiale non risparmiò questo concerto, che vide l'asportazione delle due campane minori. Solo al termine del conflitto, nel 1950, il concerto fu completato con il reintegro dei due bronzi ad opera della fonderia Daciano Colbachini di Padova.
Tra gli edifici sacri riscuote grande interesse anche la chiesa sussidiaria di San Defendente, anch'essa edificata nel corso del XV secolo. Dotata di una struttura semplice, possiede al proprio interno un'acquasantiera formata da un capitello romanico di incerta origine, nonché affreschi di Angelo Baschenis.
Sempre in ambito campanario, ricordiamo le quattro campane della torre, la più piccola risalente al XIII secolo e di nota La4. Del concerto, la grossa venne requisita per scopi bellici e ripristinata sempre da Daciano Colbachini assieme alle due campane della parrocchia, e quindi datata 1950. Nel 1989 l'allora parroco effettuò un'aggiunta di due ulteriori campane commissionate alla fonderia Roberto Mazzola di Valduggia (VC), in modo da ottenere un concerto di 4 campane. Il concerto è completamente manuale con azionamento mediante corde.

## Società

### Evoluzione demografica
Abitanti censiti

## Sport
La società di calcio a 5 del Forchetta d'Oro disputa il campionato CSI della provincia di Bergamo.